# United States Census Bureau
United States Census Bureau (USCB), officielt Bureau of the Census (oversat til dansk: Folketællingsbureauet) er et bureau (direktorat) indenfor Department of Commerce (handelsministeriet) i USA, som er ansvarlig for at producere data om det amerikanske folk og økonomi. Herunder er de ansvarlig for at udføre United States census, som er en amerikansk folketælling, som – i henhold til USA's forfatning – skal udføres hvert tiende år. Fordelingen og antallet af repræsentanter i Repræsentanternes hus er baseret på tallene fra denne folketælling. USCB – igennem bl.a. U.S. censur – indsamler også statistik og information om geografien befolkningen og økonomien.

## Dataindsamling

### Regioner og inddelinger
United States Census Bureau definerer fire regioner med ni inddelinger (divisions).
- Region 1: Northeast
  - Division 1: New England (Connecticut, Maine, Massachusetts, New Hampshire, Rhode Island, og Vermont)
  - Division 2: Mid-Atlantic (New Jersey, New York, and Pennsylvania)
- Region 2: Midwest (Før juni 1984, var Midwest Region hed the North Central Region.)
  - Division 3: East North Central (Illinois, Indiana, Michigan, Ohio, og Wisconsin)
  - Division 4: West North Central (Iowa, Kansas, Minnesota, Missouri, Nebraska, North Dakota, og South Dakota)
- Region 3: South
  - Division 5: South Atlantic (Delaware, District of Columbia, Florida, Georgia (amerikansk delstat), Maryland, North Carolina, South Carolina, Virginia, og West Virginia)
  - Division 6: East South Central (Alabama, Kentucky, Mississippi, og Tennessee)
  - Division 7: West South Central (Arkansas, Louisiana, Oklahoma, og Texas)
- Region 4: West
  - Division 8: Mountain (Arizona, Colorado, Idaho, Montana, Nevada, New Mexico, Utah, og Wyoming)
  - Division 9: Pacific (Alaska, California, Hawaii, Oregon, og Washington)